# 徐防
徐 防（じょ ぼう、生没年不詳）は、後漢の政治家。字は謁卿。本貫は沛国銍県。

## 経歴
徐憲の子として生まれた。若くして父祖の伝える易学を習った。永平年間、孝廉に察挙され、郎に任じられた。徐防は容貌が誇らしくおごそかで、応答に見るべきものがあったので、明帝はこれを珍しく思って、特別に尚書郎に抜擢した。徐防は枢機をつかさどる職務にあって、細心周到につとめ、明帝と章帝に仕えて失態を犯さなかった。和帝のとき、司隷校尉に転じ、魏郡太守として出向した。98年（永元10年）、少府・大司農に転じた。
102年（永元14年）11月、司空に任じられた。104年（永元16年）10月、司徒に転じた。106年（延平元年）1月、太尉に転じ、太傅の張禹とともに録尚書事をつとめた。
107年（永初元年）、龍郷侯に封じられた。9月、災害や反乱が相次いだことから、徐防は太尉から罷免され、封国に赴いた。三公が災異のために免官されたのは、徐防を初例とする。
後に徐防は死去した。

## 子女
- 徐衡（後嗣となるべきであったが、弟の徐崇に封を譲った）
- 徐崇（兄の徐衡に封を譲られた。数年後、やむをえず龍郷侯の爵位についた）

## 伝記資料
- 『後漢書』巻44 列伝第34